# Buddlejaceae
Famille
Classification APG II (2003)
Classification APG III (2009)
La famille des Buddlejaceae regroupe des plantes dicotylédones. En classification phylogénétique APG III (2009) elle n'est plus reconnue et les espèces qui la composent sont placées dans les Scrophulariaceae.

## Caractéristiques
La famille est constituée principalement d'arbres, d'arbustes et de lianes des régions tempérées à tropicales, aux feuilles simples, opposées voire verticillées, dentées ou lobées. Les fleurs sont hermaphrodites, quadripartites, actinomorphes ou légèrement zygomorphes, aux couleurs vives. Le fruit est généralement une capsule, rarement une drupe ou une baie. Il contient de nombreuses graines, souvent ailées.

## Genres et espèces
Selon Watson & Dallwitz elle comprend 150 espèces réparties en 9 genres, originaires des régions tropicales mais s'étendant jusqu'aux régions tempérées d'Asie et d'Amérique du Sud. Les principaux genres sont :
Androya, Buddleja, Emorya, Gomphostigma, Nicodemia, Nuxia, Peltanthera.
Le genre Buddleja donne un arbuste aux grandes inflorescences en épis : l'arbre aux papillons (Buddleja davidii) originaire de Chine et qui est pratiquement naturalisé dans le Sud de la France.

## Systématique
La famille était acceptée par la classification phylogénétique APG (1998) mais est invalide en classification phylogénétique APG III (2009) ; les espèces sont situées dans les Scrophulariaceae.